# ピエール＝ジャン・ロビケ

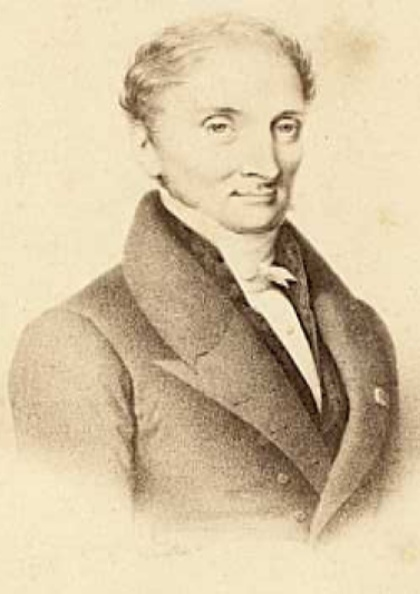
ピエール＝ジャン・ロビケ

ピエール＝ジャン・ロビケ（Pierre-Jean Robiquet、1780年1月13日 - 1840年4月29日）はフランスの化学者である。アスパラギン（最初に同定されたアミノ酸）の単離、同定や、コデイン（メチルモルヒネ)の単離、合成染料の開発の基になったアリザリンの発見などで知られる。

## 略歴
ブルターニュ地方のレンヌに生まれた。父親は書店を営んでいた。はじめ、建築家をめざした。フランス革命で両親が一時、ジロンド派として拘束された後、ロリアンの薬学校へ進んだ。1796年から1799年の間、パリで化学、薬学をアントワーヌ・フルクロワ(Antoine-François Fourcroy)、ルイ＝ニコラ・ヴォークラン(Louis-Nicolas Vauquelin)に学んだ。フランス陸軍に召集され、イタリアなどで戦った。フランスに戻った後、レンヌの軍病院、パリの軍病院で働いた後、1804年からヴォークランの実験室で働いた。アスパラギンの結晶を得たのはこの時期である。1808年にいとこと結婚し、自らの実験室を開いた。1811年に、パリの薬学高等学院（École Supérieure de Pharmacie）の助教授となり、1814年に教授となった。多くの生薬から有効成分の単離に成功したピエール＝ジョセフ・ペルティエはロビケの助手で、ロピケがパリの薬学高等学院の教授職を辞した後、1825年にその職を継いだ。ロピケは1824年にEcole de Pharmacie(現在のパリ大学薬学部）の役員となった。1826年に薬品製造者協会（Société de Prévoyance des Pharmaciens）を設立し、初代会長となった。フランス薬学会(Société de Pharmacie)で要職を務め、1826年には会長になった。
フリードリヒ・ゼルチュルナーが、アヘンからモルヒネを単離し、初めて、生薬から有効成分を単離した業績を受けて、ロビケは同時代のフリードリープ・フェルディナント・ルンゲなどと競いながら、多くの化学者と共同で、多くの化合物を発見（単離)した。発見した化合物にはアスパラギン(1805年、ヴォークランと)、グリチルリチン(1808年)、カンタリジン(1811年)、カフェイン(1821年、ルンゲが1820年に単離)、アリザリンとプルプリン(1826年、コラン(Jean Jacques Colin)と)、オルシノール(1829年)、アミグダリン(1807年)、コデイン(1832年)などがある。